# The Misfit Wife
Pour plus de détails, voir Fiche technique et Distribution.
The Misfit Wife est un film américain réalisé par Edmund Mortimer, sorti en 1920.

## Synopsis
Katie Malloy, une manucure, aide Peter Crandall à sortir d'une vie d'alcool et de jeu. Peter tombe amoureux d'elle et l'épouse. Il est envoyé à New York pour se soigner après avoir été la cible d'un coup de feu tiré par un ancien admirateur de Katie. La riche famille de Peter espère en profiter pour annuler le mariage. Katie suit son mari dans l'Est où sa sincérité convainc la sympathie de son beau-frère Henry Gilsey, qui aide Katie à entrer dans la société pendant que Peter est dans le Sud pour ses affaires.
Lorsque Katie découvre qu'Edith, la femme d'Henry, a une aventure avec un autre homme, elle sacrifie sa propre réputation et son bonheur pour la protéger de la colère de son mari. Peter découvre la vérité et sa famille reconnaît finalement la noblesse de caractère de Katie.

## Fiche technique
- Titre original : The Misfit Wife
- Réalisation : Edmund Mortimer
- Scénario : Lois Zellner, A. P. Younger, d'après la pièce The Outsider de Julie Herne
- Photographie : Arthur Reeves
- Société de production : Metro Pictures Corporation
- Société de distribution : Metro Pictures Corporation
- Pays d'origine :  États-Unis
- Langue originale : anglais
- Format : noir et blanc — 35 mm — 1,37:1 — Film muet
- Genre : drame
- Durée : 6 bobines
- Dates de sortie :  États-Unis : 19 juillet 1920

## Distribution
- Alice Lake : Katie Malloy
- Forrest Stanley : Peter Crandall
- Billy Gettinger : Duff Simpson
- Frederic Vroom : Dr. Morton
- Graham Pettie : Shad Perkins
- Edward Martindel : Henry Gilsey
- Leota Lorraine : Edith Gilsey
- Helen Pillsbury : Mme Crandall
- Jack Livingston : Bert McBride